# Bacúšska jelšina
Bacúšska jelšina je přírodní rezervace v oblasti Muráňská planina na Slovensku.
Nachází se v katastrálním území obce Bacúch v okrese Brezno v Banskobystrickém kraji. Území bylo vyhlášeno či novelizováno v roce 1967 na rozloze 4,2600 ha. Ochranné pásmo nebylo stanoveno.